# Brandenburger Haus
Das Brandenburger Haus ist die höchstgelegene Schutzhütte der Sektion Berlin des Deutschen Alpenvereins. Sie liegt auf einer Höhe von 3277 m ü. A. in den Ötztaler Alpen im österreichischen Bundesland Tirol zwischen den Gletschern Gepatsch- und Kesselwandferner. Der nächstgelegene Ort ist das 10 Kilometer Luftlinie östlich gelegene Vent, ein Ortsteil der Gemeinde Sölden im oberen Ötztal. Geplant und gebaut wurde die Hütte in den Jahren 1905 bis 1909 durch die ehemalige Sektion Mark Brandenburg des DuOeAV.

## Geschichte

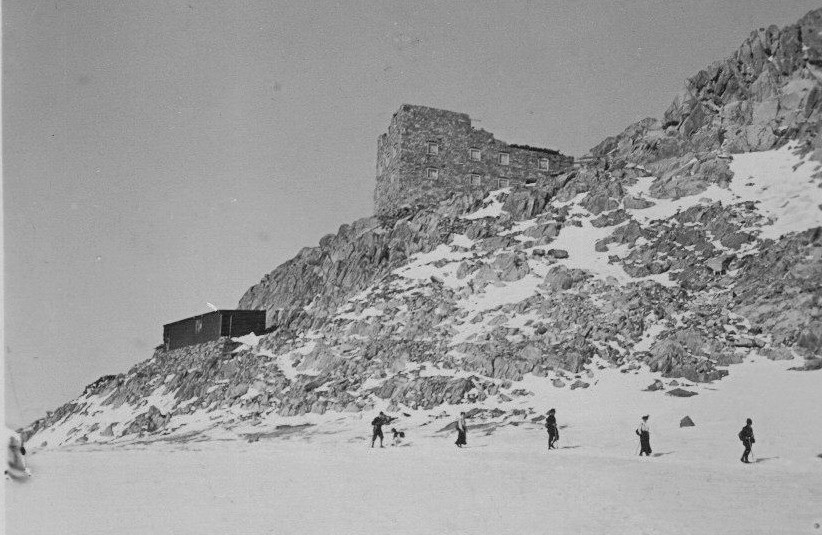
Baustelle des Brandenburger Hauses im Sommer 1907, links unterhalb des Rohbaus liegt die Bauhütte

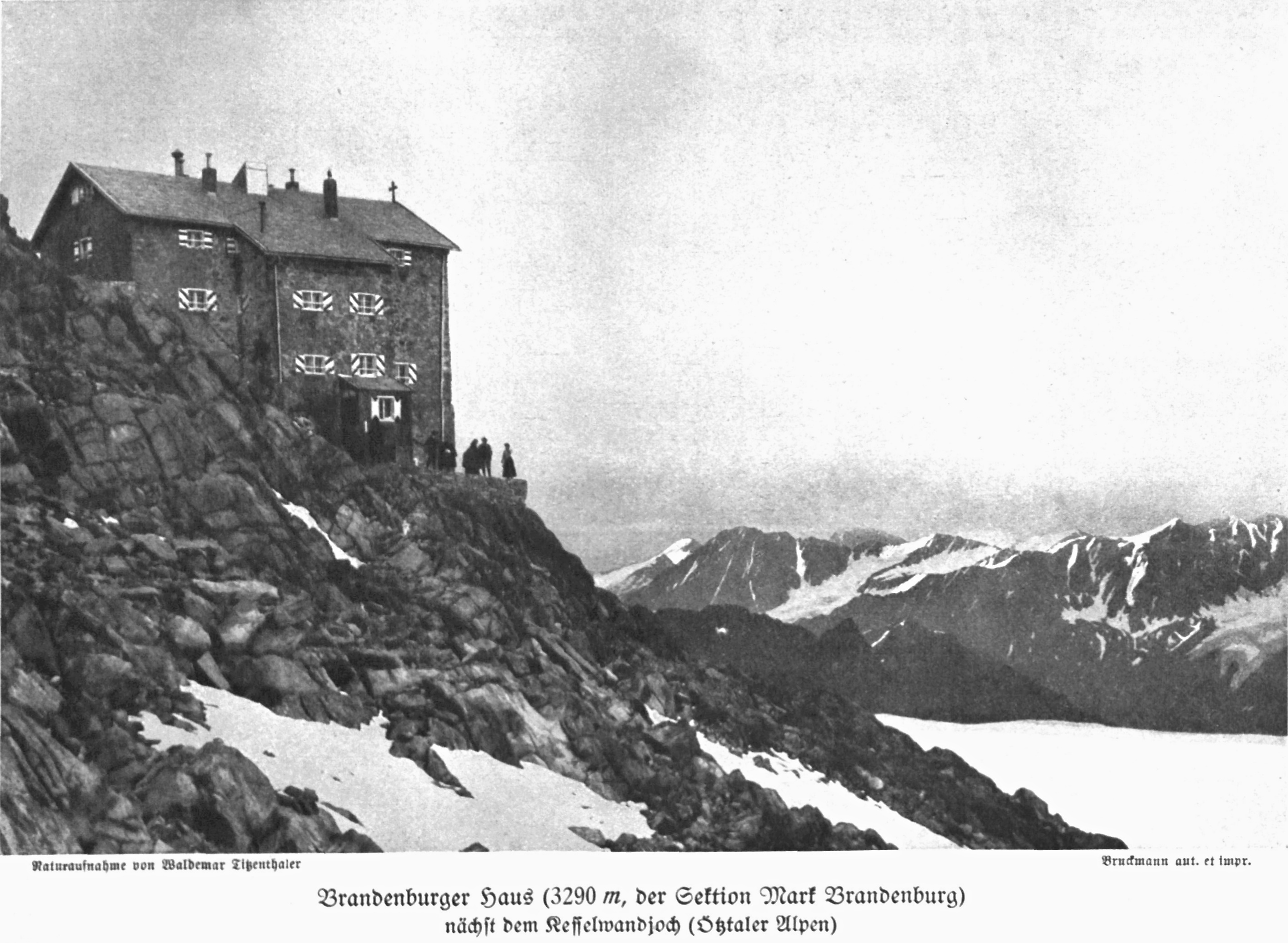
Brandenburger Haus vor 1919, Fotografie von Waldemar Titzenthaler

Wie bei vielen vergleichbaren Schutzhütten waren auch beim Brandenburger Haus wissenschaftliche Erwägungen für den Bau ausschlaggebend. Eine große Rolle für den Bau spielte allerdings auch die Konkurrenzsituation der im Jahre 1899 gegründeten Sektion Mark Brandenburg des DuOeAV gegen die bereits seit 1869 bestehende Sektion Berlin des DuOeAV, der damals zahlreiche Hütten, besonders im Zillertal, gehörten. 1903 wurde vorgeschlagen, das Haus am Gepatschferner zu errichten, um eine der größten zusammenhängenden Gletscherflächen der Ostalpen für Bergsteiger erschließen zu können. Als Standort wurde ein lawinensicherer Südhang an der später nach dem Architekten der Hütte benannten Dahmannspitze (3397 m ü. A.) gewählt. In dieser Höhenlage sind Bauarbeiten nur innerhalb weniger Wochen im Hochsommer möglich. Sämtliches Baumaterial, außer den vor Ort gebrochenen Steinen, musste daher mit Maultieren und Menschenkraft hinaufgeschafft werden. 1909 war das Brandenburger Haus fertiggestellt; die Baukosten betrugen etwa 47.000 Mark. Dazu kamen noch einmal rund 40.000 Mark für die Anlage von Wegen. Die Eröffnung fand schließlich in den Tagen vom 15. bis zum 18. August, zunächst in Vent, dann auf der Hütte statt. Der erste Hüttenwirt war Max Ehrich, nach dem die Ehrichspitze (3420 m ü. A.), der nördliche Nachbargipfel der Dahmannspitze, benannt werden sollte.

### Erster Weltkrieg
Anfang September 1915, zu Beginn des Gebirgskriegs 1915–1918, besetzte die österreichische k.k. Gebirgstruppe die Hütte, um Skikurse durchzuführen. Einer der Ausbilder war Luis Trenker, der seine Erlebnisse auf dem Brandenburger Haus in seiner Autobiografie Alles gut gegangen – Geschichten aus meinem Leben dramatisch beschreibt. Die Schäden am Haus, die die militärische Nutzung verursachte, waren beträchtlich. Eine teilweise zerstörte Inneneinrichtung und große Mengen an Abfall waren zu beklagen. Der in die Gletscherspalten geworfene Abfall in Form von Konservendosen, Ausrüstungsgegenständen und Tierkadavern konnte erst seit 1980, im Verlauf der klimabedingten Gletscherschmelze, teilweise beseitigt werden.

### Zwischenkriegszeit
Erst 1920 war eine erste Besichtigung der Hütte nach dem Krieg seitens der Sektion Mark Brandenburg wieder möglich. Im Gegensatz zu den anderen beschädigten und geplünderten Schutzhütten der Sektion, hatte das Brandenburger Haus die Kriegsjahre baulich fast unversehrt überstanden. 1921 konnte der Sommerbetrieb wieder aufgenommen werden, 1495 Bergsteiger besuchten das Haus; das war die bisher höchste Zahl seit der Eröffnung. Der Winterraum war wegen Vandalismus im Vorjahr allerdings nicht mehr geöffnet worden. 1922/23 besuchten auf Grund der Inflation nur wenige Gäste aus Deutschland das Haus, die Reisekosten waren zu stark gestiegen. Ausgeglichen wurde dies jedoch durch zahlreiche Bergsteiger aus Wien, die in jenen Jahren das Brandenburger Haus verstärkt besuchten. Ab 1927 gab es im Kaunertal und im Ötztal einen öffentlichen Personenverkehr mit Autobussen und Privatwagen, was die Reisezeit stark verkürzte. Die Folge waren weiter wachsende Besucherzahlen auf den Hütten, was dazu führte, dass das Brandenburger Haus oft mit Notlagern überbelegt war. 3011 Besucher wurden im Sommer 1927 gezählt.
Ende Mai 1933 trat die sogenannte Tausend-Mark-Sperre gegen Österreich in Kraft, mit der die neue deutsche nationalsozialistische Reichsregierung die Wirtschaftskraft des vom Tourismus abhängigen Landes schwächen wollte. Daraufhin blieben Touristen aus Deutschland fast völlig fern, das Brandenburger Haus zählte 1933 trotzdem 3184 Besucher. 1936, nach einer Einigung zwischen Austrofaschisten und Nationalsozialisten, endeten die Einschränkungen; dadurch konnten wieder mehr deutsche Touristen das Brandenburger Haus besuchen. Zu Beginn des Zweiten Weltkriegs sanken die Übernachtungszahlen wieder, der Tourismus kam zum Erliegen, und 1945, nach Kriegsende, wurde die seit ihrer Gründung 1899 antisemitisch eingestellte Sektion Mark Brandenburg (Juden wurden als Mitglieder nicht aufgenommen) durch die Alliierten aufgelöst und verboten.

### Seit 1945
Der deutsche Hüttenbesitz in Österreich wurde enteignet und unter österreichische Verwaltung gestellt. Als Verwalter und Treuhänder für den nichtösterreichischen Hüttenbesitz setzte die Tiroler Landesregierung 1945 unter Billigung der Besatzungsmacht Frankreich den Pädagogen und Alpenvereinsfunktionär Martin Busch ein. 1949 stellte der Alpenverein Innsbruck, eine Nachfolgeorganisation des alten DAV (vor 1938 DOeAV), den Antrag auf eine Schankerlaubnis für das Brandenburger Haus; der Betrieb kam bis 1953 wieder in Gang mit 1556 Übernachtungsgästen. In den Jahren 1954 und 1955 gingen die Zahlen zurück, die Hütte wies zahlreiche bauliche Mängel auf. Anfang 1956 kam das Brandenburger Haus, wie alle anderen Hütten, zurück in deutschen Besitz. Die 1950 neugegründete Sektion Berlin des Deutschen Alpenvereins übernahm das Haus zu einem symbolischen Preis, musste aber in den folgenden Jahren bis 1964 die mittlerweile fast baufällige Hütte grundlegend für etwa 770.000 ÖS (= 110.000 DM = 55.000 €) sanieren. Seit Ende 1950er Jahre stiegen die Besucherzahlen wieder, das Wirtschaftswunder förderte auch den alpinen Tourismus. Die Bauarbeiten endeten mit dem Bau einer Abortanlage.
Prominenten Besuch bekam das Brandenburger Haus im August 1998. Der damalige Ministerpräsident von Brandenburg Manfred Stolpe und sein Tiroler Amtskollege Landeshauptmann Wendelin Weingartner bewältigten gemeinsam den Aufstieg, um die vom deutschen Bundesland Brandenburg finanziell unterstützte neu errichtete Abwasser- und Komposttoilettenanlage vorzustellen.
Im Sommer 2020 blieb das Haus wegen der COVID-19-Pandemie in Österreich geschlossen.

## Zustiege

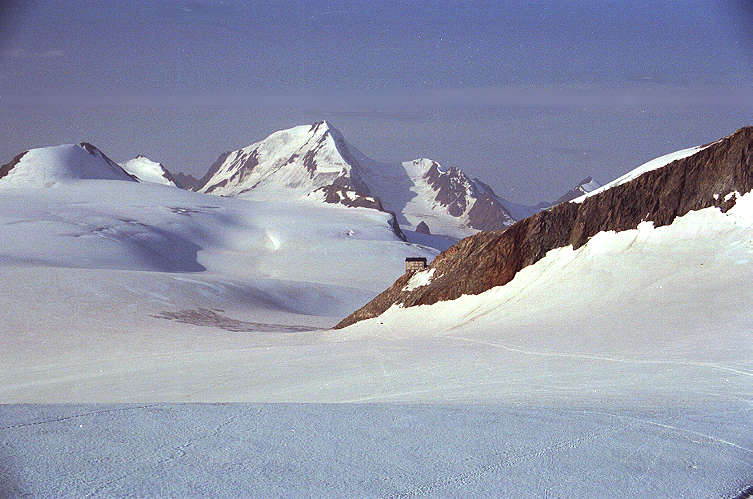
Brandenburger Haus (Bildmitte) von Norden Richtung Weißkugel

Aufgrund der Lage des Brandenburger Hauses auf einer Felsinsel zwischen Kesselwand- und Gepatschferner führen alle Zustiege durch hochalpines Gelände und erfordern die Begehung von spaltenreichen Gletschern. Entsprechende Erfahrung und Ausrüstung sind erforderlich.
- Von Vent (1894 m) im Ötztal führt der Weg über die Rofenhöfe zum Hochjochhospiz (2413 m); von dort aus über den Deloretteweg und den Kesselwandferner in insgesamt 5–6 Stunden zum Brandenburger Haus.
- Im Kaunertal beginnt der Aufstieg am Gepatschhaus (1928 m). Von dort führt der Weg in 3 Stunden zur Rauhekopfhütte (2731 m) und dann in weiteren 2½-3 Stunden über den spaltenreichen Gepatschferner zum Brandenburger Haus.

## Touren
Die folgenden Übergänge und Gipfeltouren erfordern allesamt das Begehen von Gletschern als Hochtour.

### Übergänge
- Auf dem Venter Aufstiegsweg zum Hochjochhospiz, 2 Stunden
- Auf dem Aufstiegsweg aus dem Kaunertal zur Rauhekopfhütte, 2–3 Stunden, und von dort weiter zum Gepatschhaus, insgesamt 5–6 Stunden
- Über den Gepatschferner zur Weißkugelhütte (2544 m) in Südtirol (Italien), 2 Stunden
- Über das Guslarjoch (3311 m) zur Vernagthütte (2755 m), 3 Stunden

### Gipfeltouren
- Auf den Hausberg des Brandenburger Hauses, die Dahmannspitze (3401 m) in ½ Stunde
- Fluchtkogel (3500 m), 1½ Stunden
- Kesselwandspitze (3414 m), 1½ Stunden
- Mutspitze (3257 m), 1½ Stunden
- Auf den zweithöchsten Gipfel der Ötztaler Alpen, die Weißkugel (3739 m), in 5½ Stunden
- Weißseespitze (3526 m), 2½ Stunden
- Vordere, Mittlere und Hintere Hintereisspitze, 1½ bis 2 Stunden

## Karten
- Alpenvereinskarte 1:25.000, Blatt 30/2, Ötztaler Alpen, Weißkugel
- Alpenvereinskarte 1:25.000, Blatt 30/6, Ötztaler Alpen, Wildspitze